# Joaquín Fernández Ayarragaray
Joaquín Fernández Ayarragaray (Hernani, 17 de agosto de 1821 - Sevilla, 26 de marzo de 1900) fue un arquitecto español.

## Biografía
Residió en Madrid, donde obtuvo el título de agrimensor en 1841 y el de maestro en 1842. Trabajó como maestro y,  en 1844, comenzó a estudiar en la Escuela de Arquitectura. Obtuvo el título de arquitecto en 1850. En 1851 consiguió plaza como Maestro de Obras en la Escuela de Bellas Artes de Sevilla. A partir de 1859 pasó a ser profesor de Aritmética y Geometría Descriptiva. En 1869 desaparecieron en esta escuela las enseñanzas de Maestro de Obras y, en 1871, pasó a ser profesor de Aritmética y Geometría para dibujantes. En la década de 1860 estuvo trabajando como arquitecto conservador en los Reales Alcázares.
Desde 1881 estuvo trabajando en la restauración de catedral el arquitecto Adolfo Fernández Casanova. En 1888 se derrumbó el cimborio y las bóvedas que sustentaba. Aunque este acontecimiento no fue consecuencia de las obras de restauración de Fernández Casanova, esto le trajo un gran descrédito y dimitió en 1889. Le sustituyó Fernández Ayarragaray, que realizó diversos proyectos e informes arquitectónicos para la reconstrucción de este espacio. Estuvo trabajando para la catedral hasta 1898. En 1899 realizó un proyecto de restauración de la sinagoga de Córdoba.
Realizó y reformó varias viviendas en el centro. Su obra más conocida es la casa de las Sirenas.